# پنیس تاردار
پنیس تاردار (به انگلیسی: webbed penis) یا پنیس پرده‌دار که گاهی به عنوان پنیس دفن‌شده یا پنهان نیز شناخته می‌شود، یک بیماری اکتسابی یا مادرزادی است که در آن پوست اسکروتوم (کیسه بیضه) روی ساقه (شفت) پنیسی شکمی (بخش زیرین آلت) گسترش می‌یابد. شفت پنیس در اسکروتوم دفن می‌شود یا توسط یک چین یا تار پوست به خط وسط کیسه بیضه متصل و کمی پایین کشیده می‌شود. پیشاب‌راه و بدنه‌های نعوظی معمولاً نرمال اند. آلت تناسلی تاردار معمولاً بدون علامت است، ولی ظاهر زیبایی آن اغلب غیرقابل قبول و ناپذیرفتنی است. این وضعیت ممکن است با تکنیک‌های جراحی اصلاح شود.
در موارد خفیف، تثبیت زاویه روی فاسیای باک آلت می‌تواند زاویه را بازسازی کند و آلت را با پوست باقی‌مانده اصلاح کند.

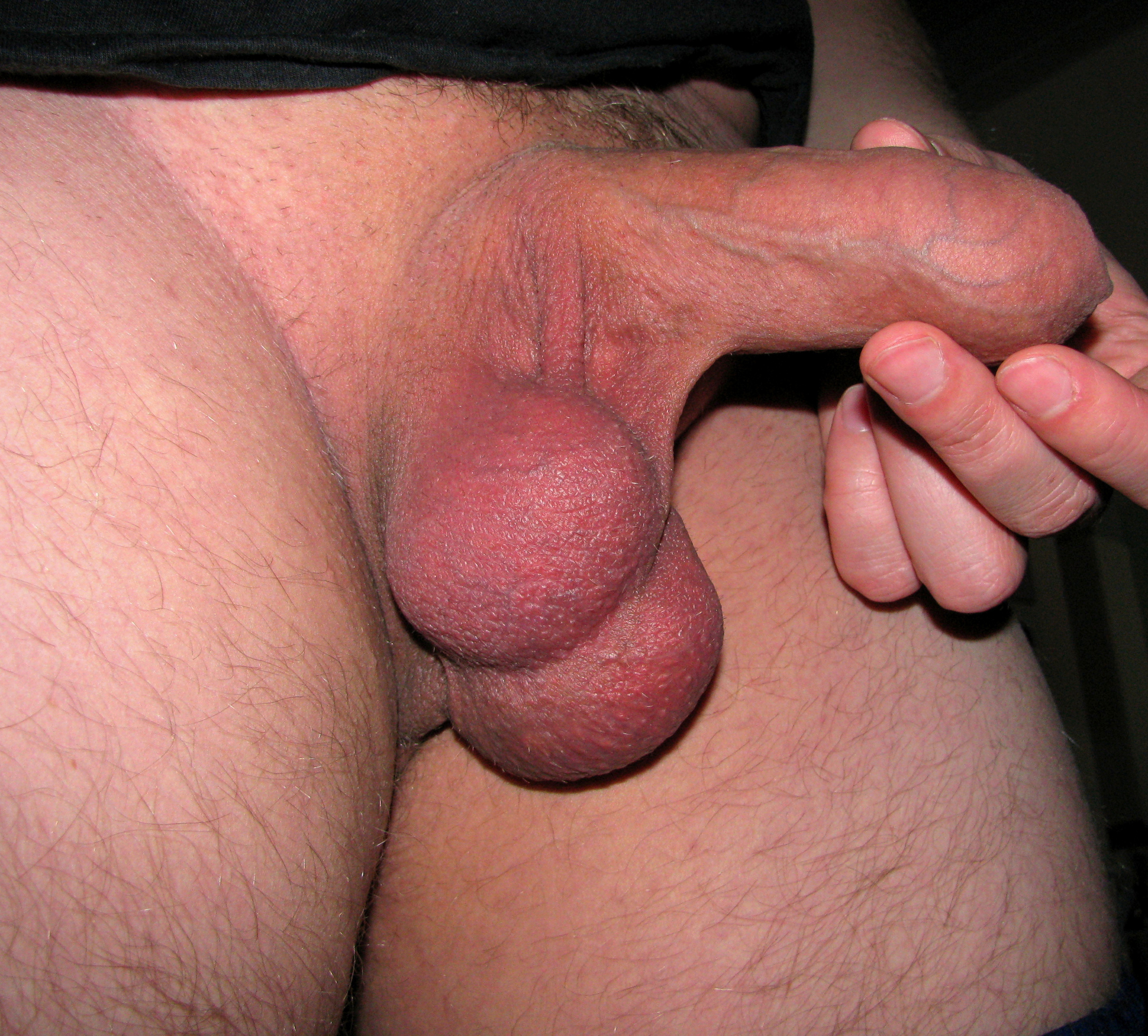
ژنیتال مردانه نرمال در حالت شل، بالا و بین دو بیضه‌ها در محل پیوند پوست کیسه بیضه به بدنه آلت احتمالا کمی پوست اضافی (تار) دیده می‌شود.

در شکل مادرزادی، تغییر شکل نشان دهنده یک ناهنجاری در اتصال بین آلت تناسلی و کیسه بیضه است. آلت تناسلی، مجرای ادرار و بقیه کیسه بیضه معمولاً طبیعی و نرمال اند.
پنیس تاردار نیز ممکن است پس از ختنه یا دیگر جراحی‌های آلت به دست آید (یاتروژنیک) که در نتیجه برداشتن بیش از حد پوست آلت شکمی است. آلت تناسلی می‌تواند به داخل کیسه بیضه جمع شود و باعث فیموز دومی (آلت به دام افتاده) شود.

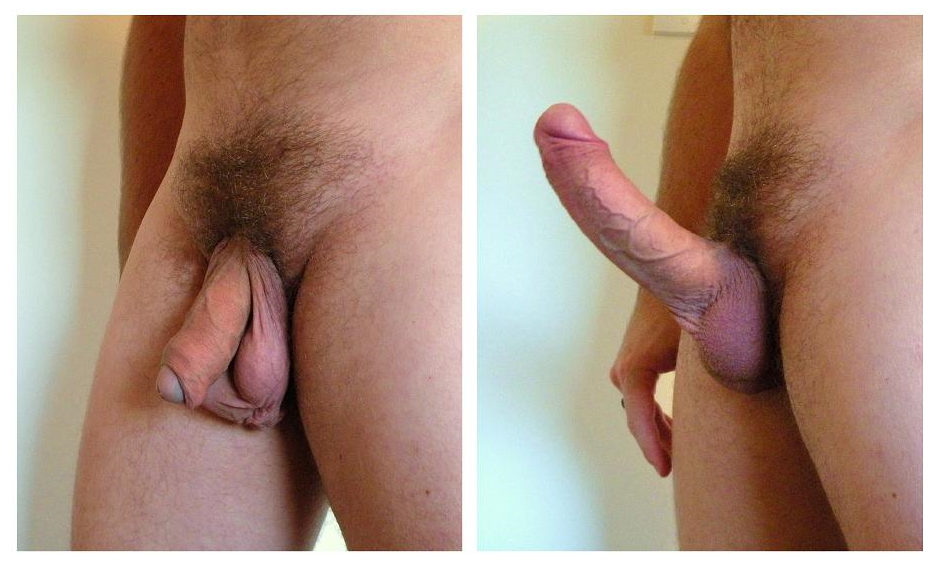
پنیس احتمالا تاردار (در دو حالت خوابیده و افراشته) در پیوندگاه پوست اسکروتوم به شفت پنیس کمی پوست اضافی (تار) دیده می‌شود.

## نشانه‌ها و سمپتوم‌ها
از آنجایی که پنیس در هنگام ابتلا به این اختلال بیرون نمی‌زند، توانایی او برای دفع ادرار در حالت ایستاده یا شرکت و دخول در رابطه جنسی مختل می‌شود.
علائم قابل مشاهده ممکن است شامل باشند ولی محدود به موارد زیر نباشد:
- پوست و چربی بیش از حد اطراف پنیس.
- سوراخ پیش‌پوستی تنگ و اسکاردار.
- زور زدن برای ادرار کردن.[۵]

## علت
آلت پرده‌دار می‌تواند به دلایل مختلفی ایجاد شود مانند:
- چاقی بیمارگونه: که به عنوان چربی اضافی در ناحیه تناسلی (ژنیتال) و شکم شناخته می‌شود که باعث می‌شود پنیس به شکلی پنهان به نظر برسد.
- ناهنجاری‌ها و ابنرمالیتی‌هایی که در هنگام زایش وجود دارند - لیگامان (رباط)هایی که پنیس را به ساختارهای زیرین متصل می‌کنند ممکن است ضعیف تر از آنچه تصور می‌شود باشد.
- لنف‌ادم: این زمانی است که تورم در اطراف ناحیه اسکروتوم (کیسه بیضه) به دلیل جمع‌آوری مایع لنفاوی رخ دهد که ممکن است باعث شود پنیس در داخل بافت دفن شود.
- اکتسابی (یاتروژنیک) پس از ختنه یا سایر جراحی‌های آلت تناسلی – ناشی از برداشتن بیش از حد پوست پنیسی شکمی.

## تشخیص
معمولاً ممکن است از معاینه فیزیکی برای تشخیص فردی با آلت دفن شده استفاده شود. پزشک باید بتواند بین پنیس دفن شده و پنیس ریز که به نام میکروپنیس شناخته می‌شود، تفاوت قائل شود.

## پیش‌بینی
شخصی که آلت پنهان دارد، امید به زندگی طبیعی خواهد داشت. در مطالعه‌های انجام شده نشان داده شده‌است که در حال حاضر هیچ عارضه جانبی شناخته شده پس از عمل وجود ندارد. با این حال، ممکن است یک بیمار حدود یک یا دو ماه اِدِم خفیفی داشته باشد. تنها عارضه جانبی اِسکار (جای زخم) عمل خواهد بود.